# Bougie (unité)
Pour les articles homonymes, voir Bougie (homonymie) et Hefner.
En métrologie, la bougie est une ancienne unité de mesure de l'intensité lumineuse, dont la valeur variait en fonction de normes nationales établies en mesurant l'intensité d'une flamme d'un modèle spécifique de bougie. Chaque étalon était caractérisé par la nature de sa mèche et la composition de son corps gras, ce qui aboutissait à des divergences importantes encore augmentées par l'instabilité relative de la combustion ; ces unités avoisinaient souvent une candela, aujourd'hui unité de base du Système international d'unités (SI).
En 1909, la Commission internationale de photométrie (CIP) relaya les travaux menés par plusieurs laboratoires qui, après avoir défini la bougie à partir de l'intensité lumineuse émise par une lampe électrique à filament de carbone, décidèrent que la bougie anglaise, la bougie américaine, la bougie décimale française posséderaient toutes une valeur identique basée sur ce nouvel étalon et que la bougie Hefner allemande pourrait être égale aux neuf-dixièmes de cette unité commune. En 1921, la Commission internationale de l'éclairage (CIE), qui avait succédé à la CIP, décida d'appeler cette nouvelle unité « bougie internationale » ; mais l'Allemagne, non représentée, n'appliqua pas cette réforme. Une bougie internationale équivalait à 1,018 candela.
Le 21 octobre 1948, la neuvième Conférence générale des poids et mesures (CGPM) définit la candela, ou « bougie nouvelle », comme unité de mesure d'intensité lumineuse du système international d'unités. En 1967, la treizième CGPM abrogea le terme de bougie nouvelle pour ne plus autoriser que le mot candela.

## Définitions nationales

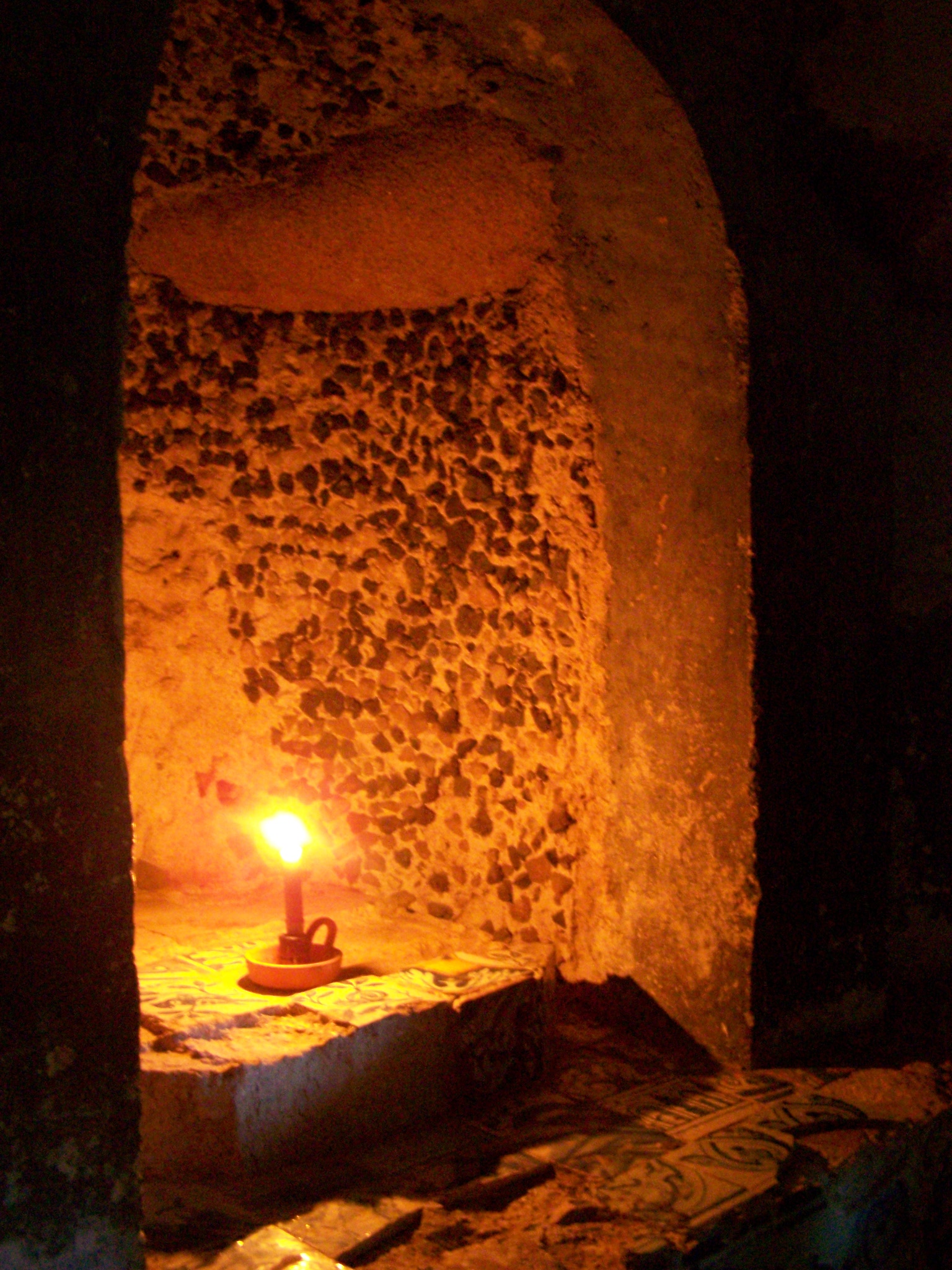
Intensité lumineuse produite par une bougie.

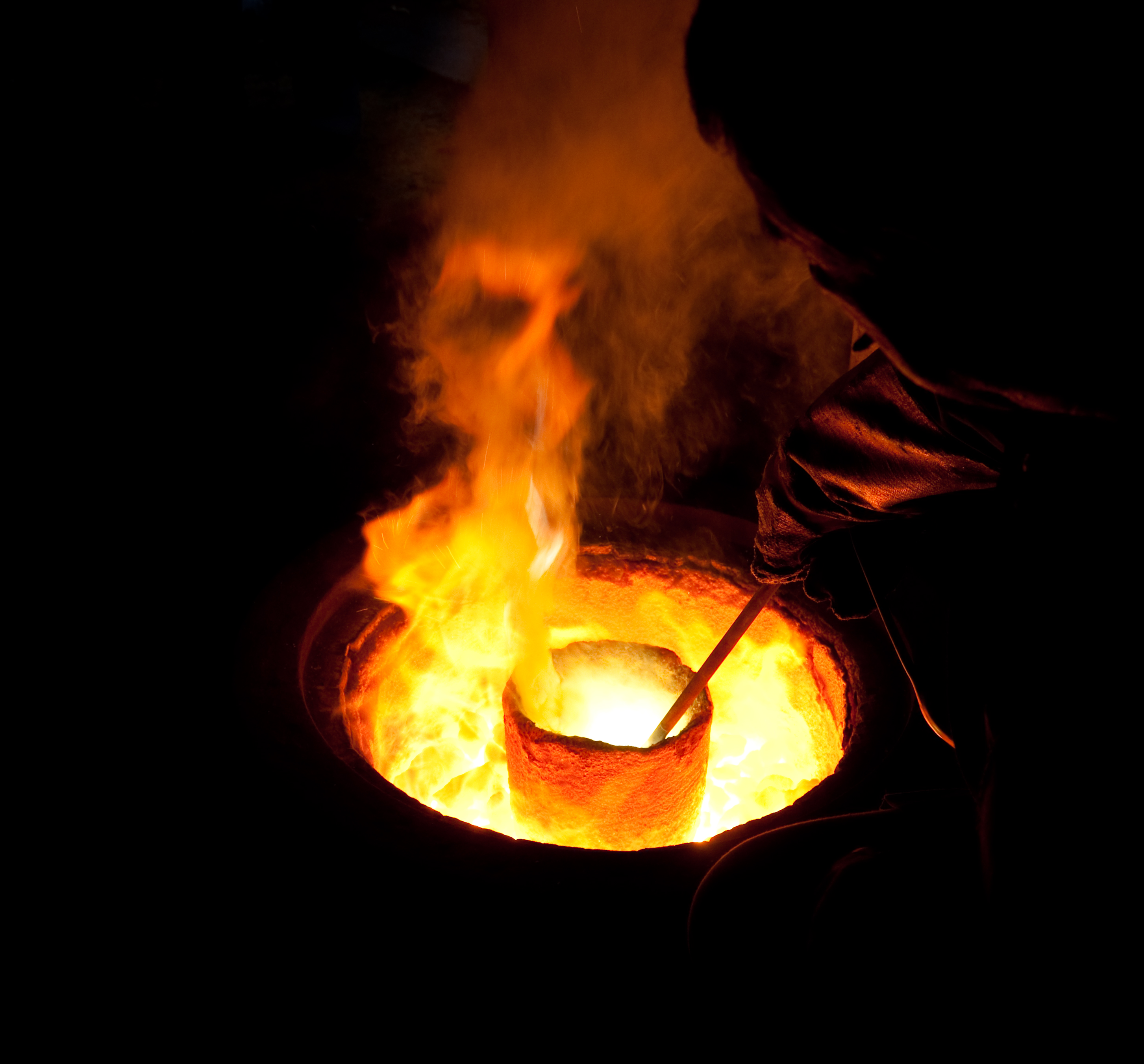
Intensité lumineuse produite par du métal en fusion.

Peinture de Charles Willson Peale : portrait de James Peale (1822).

Plusieurs unités appelées bougies servirent à exprimer une intensité lumineuse avant l'adoption généralisée de la candela.

### En France
Le carcel, dont le nom provenait d'une lampe à huile actionnée par un moteur d'horlogerie inventée par Bertrand Guillaume Carcel au début du XIXe siècle, correspondait à l'intensité lumineuse produite par une lampe munie d'un bec de 10 millimètres consommant 42 grammes d'huile de colza par heure ; les équivalences données pour un carcel variaient de 9,71 à 9,74 candelas.
Le violle (ou étalon Violle), du nom du physicien Jules Violle qui en proposa la définition en 1881, correspondait à l'intensité lumineuse normale d'un centimètre carré de platine à sa température de fusion ; un violle valait 20,17 candelas.
La bougie fut définie selon l'intensité de la bougie de l'Étoile, du nom d'une appellation commerciale d'une bougie stéarique en suif purifié fabriquée selon un protocole industriel précis. Celles-ci étaient vendues par paquets de cinq ou de six, d'où les appellations « bougie de l'Étoile, de 5 au paquet » (une bougie pesait 100 grammes) ou « bougie de l'Étoile, de 6 au paquet » (une bougie pesait 83,3 grammes) :
- la bougie de l'Étoile, de 5 au paquet, consommant 10 grammes de stéarine à l'heure ou ayant une hauteur de flamme de 52,5 millimètres, avait une intensité lumineuse de 0,136 carcel ou 0,065 violle[1] ;
- la bougie de l'Étoile, de 6 au paquet, consommant 10 grammes de stéarine à l'heure ou ayant une hauteur de flamme de 52,5 millimètres, avait une intensité lumineuse de 0,132 carcel ou 0,063 violle[1].

La bougie décimale fut définie comme valant 1/20 de violle, soit 1,008 5 candela.

### En Allemagne
La bougie Hefner (Hefnerkerze en allemand, abrégé HK), du nom de l'électrotechnicien Friedrich von Hefner-Alteneck (en) qui en proposa la définition à la fin du XIXe siècle, utilisait comme référence une lampe Hefner brulant de l'acétate d'amyle (et plus précisément de l'acétate de pentyle), dont la hauteur de la flamme était de 40 millimètres alimentée par une mèche solide passant dans un tube d'un diamètre intérieur de 8 millimètres ; la lumière émise par la lampe variait avec l'humidité de l'air, ce qui compliquait les mesures ; les équivalences données pour une bougie Hefner variaient de 0,903 à 0,92 candela.
La bougie de l'union (Vereinskerze), définie par une organisation professionnelle créée en 1859, la Deutscher Verein des Gas- und Wasserfaches (DVGW), utilisait comme référence la lumière d'une bougie cylindrique en paraffine de 20 millimètres de diamètre et de 314 millimètres de longueur, brulant avec une hauteur de flamme de 50 millimètres ; la mèche était composée de 25 brins de fil de coton torsadé ; une bougie allemande variait de 1,162 à 1,223 bougie Hefner.
La bougie de Munich, en usage avant la Vereinskerze, servait de référence quand elle consommait 10,4 grammes de stéarine à l'heure : elle produisait une intensité lumineuse équivalente à 0,153 carcel ou 0,073 violle.

### En Angleterre
La bougie (candle ou, plus précisément, British Parliamentary candle en anglais), légalisée par le Metropolitan Gas Act en 1860, correspondait à la lumière produite par une bougie en spermaceti purifié pesant un sixième de livre et brulant à la vitesse de 120 grains (soit 7,7 grammes) par heure. Une bougie anglaise valait 0,981 candela[réf. souhaitée].
La bougie pentane (pentane candle), définie par le chimiste Augustus George Vernon Harcourt (en), qui inventa une lampe brulant du pentane pouvant être réglée à différentes intensités lumineuses. En 1898, la lampe Vernon Harcourt permit de définir un standard équivalant à 10 bougies internationales.

### Dans d'autres pays
La bougie Hefner (« Hefnerkerze ») était utilisée en Autriche-Hongrie, et pendant la Première République (Autriche) jusqu'en 1950. La bougie internationale (« Internationale Kerze », dans les années 1940 la bougie nouvelle ou « Neue Kerze ») était utilisée également, à partir des années 1920. À partir des années 1950, le nom et la définition de la candela est utilisée.
La bougie Hefner était aussi utilisée en Scandinavie[réf. souhaitée].

## Repères

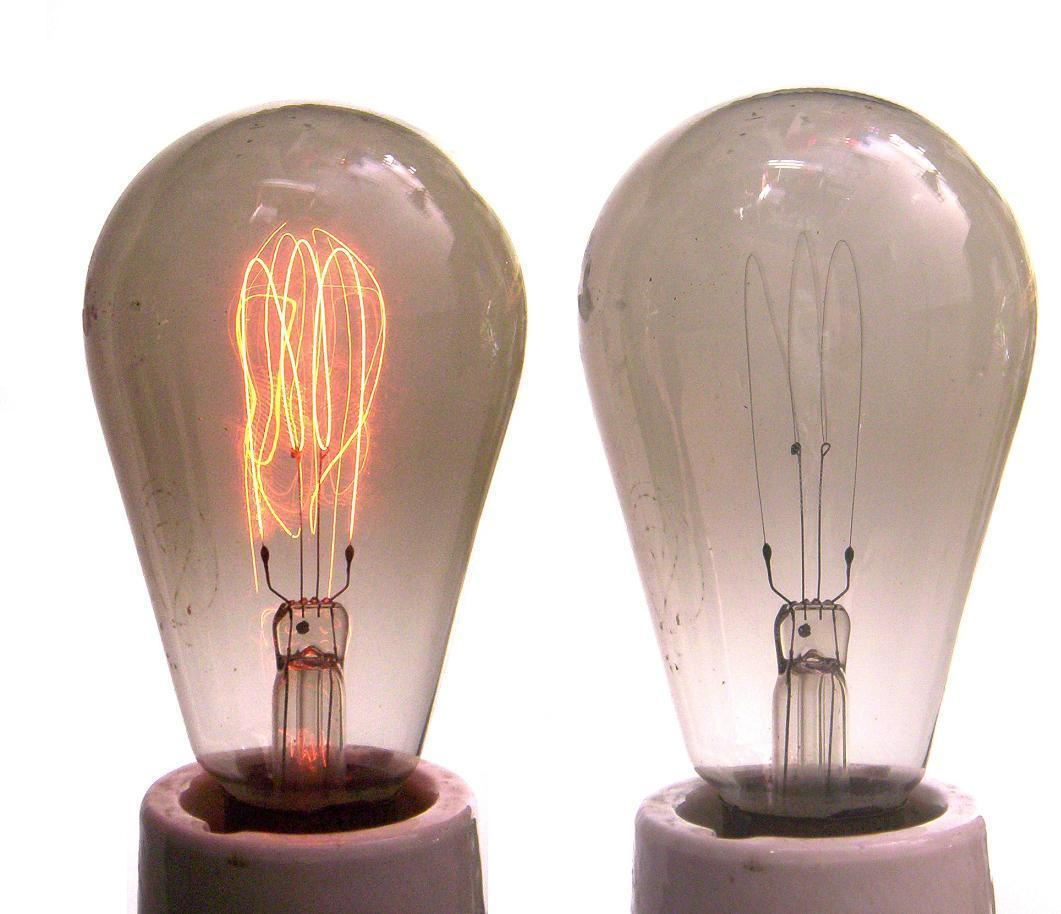
Anciennes lampes à incandescence à filament de carbone.

La lampe à incandescence de 16 bougies à filament de carbone fonctionnait avec un courant de 0,5 ampère sous une différence de potentiel de 110 volts ; en activité, cette lampe à incandescence avait une résistance de 220 ohms et consommait 110 × 0,5 = 55 joules par seconde. Il fallait donc pour l'allumer disposer d'une puissance de 55 watts, soit une efficacité lumineuse de 3,5 watts de puissance électrique consommée par bougie (l'unité de mesure). Sa durée de vie était de 600 à 1 000 heures : le carbone du filament se sublimait et se condensait sur le verre de la lampe, qui s'opacifiait assez rapidement, le nombre de bougies était donc de plus en plus faible au fil du temps, car l'efficacité lumineuse devenait de plus en plus mauvaise.
Une lampe à incandescence à filament de tungstène a une efficacité lumineuse stable en fonction de la durée de fonctionnement .
Il existait des lampes électriques de puissances très différentes, de une à mille bougies, qui s'allumaient sous une tension de 110 volts et exigeaient jusqu’à 25 ampères. 
Dans les logements, les modèles les plus employés par les ménages étaient la lampe dite de 10 bougies (environ 35 watts de puissance électrique consommée) recommandée pour chaque volume de 20 m3 d'une salle remise, vestibule, chambre à coucher), et la lampe dite de 16 bougies (environ 55 watts de puissance électrique consommée) recommandée pour chaque volume de 25 m3 d'une salle de séjour, à manger, cuisine.